# آلن کنی
آلن کُنی (فرانسوی: Alain Cuny‎؛ ۱۲ ژوئیهٔ ۱۹۰۸ – ۱۶ مهٔ ۱۹۹۴) هنرپیشه و فیلم‌نامه‌نویس اهل کشور فرانسه بود.

## قسمتی از فیلم‌شناسی
- زندگی شیرین
- ساتیریکون فلینی
- وقایع‌نگاری یک مرگ ازپیش‌اعلام‌شده
- کارآگاه
- کامی کلودل
- بازگشت کازانووا
- گوژپشت نتردام
- عشاق
- راه شیری
- امانوئل
- مرشد و مارگاریتا
- جسدهای سرشناس